# Beratzhausen
Beratzhausen è un comune tedesco di 5 673 abitanti, situato nel land della Baviera.